# Mens Sana Siena 1871 2014-2015
Questa voce raccoglie le informazioni riguardanti la Mens Sana Siena 1871 nelle competizioni ufficiali della stagione 2014-2015.

## Stagione
La stagione 2014-2015 della Mens Sana Siena 1871, sponsorizzata Gecom, è la 1ª stagione dopo il fallimento della Mens Sana Basket di cui il nuovo sodalizio rileva la tradizione sportiva.
Partecipa al girone A della Serie B.
Conclude al 1º posto il girone di andata che le vale la qualificazione alla Coppa Italia di Serie B, venendo però eliminata nel turno preliminare da Cento.
Conclude al 1º posto la stagione regolare e vince i play-off del girone accedendo alla final four promozione di Forlì del 13-14 giugno 2015.
Perde la semifinale spareggio contro la Fortitudo Bologna. Vince la finale spareggio contro Agropoli e viene promossa in A2.

## Roster
|    | Naz.                                     | Ruolo | Sportivo          | Anno | Alt. | Peso |  |
| -- | ---------------------------------------- | ----- | ----------------- | ---- | ---- | ---- |  |
| 3  | Italia (bandiera)                        | P     | Davide Parente    | 1983 | 187  | 83   |  |
| 4  | Italia (bandiera)                        | P     | Lorenzo Panzini   | 1990 | 185  | 78   |  |
| 6  | Argentina (bandiera) · Italia (bandiera) | G     | Sebastiàn Vico    | 1986 | 190  | 88   |  |
| 8  | Italia (bandiera)                        | P     | Francesco Bonelli | 1988 | 186  | 81   |  |
| 11 | Italia (bandiera)                        | AP    | Alex Ranuzzi      | 1986 | 195  | 96   |  |
| 15 | Italia (bandiera)                        | C     | Paolo Paci        | 1990 | 206  | 101  |  |
| 16 | Italia (bandiera)                        | AG    | Luca Pignatti     | 1986 | 198  | 108  |  |
| 19 | Italia (bandiera)                        | G     | Bruno Ondo Mengue | 1992 | 192  | 99   |  |
| 32 | Italia (bandiera)                        | AG    | Biagio Sergio     | 1986 | 200  | 98   |  |
| 41 | Italia (bandiera)                        | C     | Roberto Chiacig   | 1974 | 210  | 118  |  |

### Staff tecnico
- Allenatore: Matteo Mecacci
- Vice Allenatore: Simone Cini
- Vice Allenatore: Francesco Papi
- Preparatore Atletico: Jacopo Mulinacci